# Bee Gees Lonely Days (EP1)
A lemezen szereplő dalok közül kettő nem Bee Gees felvétel. Az I’ll Kiss Your Memory című dal Barry Gibb ki nem adott albumához készült dal (The Kid’s No Good), az August October című dal pedig Robin Gibb Robin’s Reign albumán jelent meg. A Sweetheart dal a kétszemélyes Bee Gees dala, míg a Lonely Days az újra együtt zenélő The Bee Gees dala.

## Közreműködők
- Barry Gibb – ének, gitár
- Maurice Gibb – ének,  gitár, zongora, basszusgitár
- Robin Gibb – ének
- Geoff Bridgeford – dob
- Colin Petersen – dob
- stúdiózenekar Bill Shepherd vezényletével
- stúdiózenekar Zack Lawrence vezényletével (August October)

## A lemez dalai
- Lonely Days (Barry, Robin és Maurice Gibb) (1970), sztereó 3:45, ének: Barry Gibb, Robin Gibb, Maurice Gibb
- Sweetheart (Barry és Maurice Gibb)  (1969), sztereó  3:09, ének: Barry Gibb, Maurice Gibb
- I’ll Kiss Your Memory (Barry Gibb)  (1970), sztereó  4:25, ének: Barry Gibb
- August October  (Robin Gibb) (1969), sztereó 2:31, ének: Robin Gibb